# Dyscophogryllus
Dyscophogryllus is een geslacht van rechtvleugeligen uit de familie krekels (Gryllidae). De wetenschappelijke naam van dit geslacht is voor het eerst geldig gepubliceerd in 1901 door Rehn.

## Soorten
Het geslacht Dyscophogryllus omvat de volgende soorten:
- Dyscophogryllus castaneus Bruner, 1916
- Dyscophogryllus saltator Saussure, 1874